# Dr Bell's School
Pour les articles homonymes, voir Bell.
La Dr Bell's School est un bâtiment situé au 101 Great Junction Street, dans le quartier de Leith, à Édimbourg en Écosse. Le bâtiment a été nommé d'après l'éducateur écossais Andrew Bell (1753-1832). Il s'agit d'un bâtiment classé dans la catégorie B d'importance historique.  